# 墨田区立業平小学校
墨田区立業平小学校（すみだくりつ なりひらしょうがっこう）は、東京都墨田区業平2丁目にある公立小学校。

## 概要
- 校歌は北原白秋が作詞、山田耕筰が作曲し、1936年（昭和11年）に制定された[3][4]。
- 校歌に謳われている『独学自修』を校風として掲げ、代々受け継がれている[4]。

## 沿革
出典
- 1917年（大正6年）9月2日 - 校舎起工。
- 1918年（大正7年）
  - 3月31日 - 校舎完成。
  - 4月1日 - 東京市業平尋常小学校開校。柳島・牛島・横川各校から児童を収容し入学式挙行。
  - 6月29日 - 開校式挙行し、式挙行後旗行列を行った。
- 1923年（大正12年）
  - 9月1日 - 12時頃に発生した関東大震災により、校舎焼失。
  - 10月15日 - 焼け跡に露天学校開始（501名）。
  - 12月11日 - 仮校舎落成（5棟・11教室）。
- 1924年（大正13年）
  - 1月8日 - 木造校舎平屋に移転（三部授業）。
  - 9月1日 - 四年生以下で、二部授業実施。
- 1927年（昭和2年）11月15日 - 鉄筋コンクリート三階建校舎竣工。仮校舎より児童移転（1260名）。
- 1928年（昭和3年）3月1日 - 校舎再建落成式挙行。この日を開校記念日と定める。
- 1936年（昭和11年）
  - 5月21日 - 校歌の詩ができる。
  - 5月23日 - 校歌の曲ができる。
- 1941年（昭和16年）4月1日 - 国民学校令により、東京市業平国民学校と改称。
- 1943年（昭和18年）
  - 4月1日 - 柳元小学校廃校のため一部の児童を収容（学区域変更）。
  - 7月1日 - 東京市と東京府が統合した東京都発足（東京都制施行）により、東京都業平国民学校と改称。
- 1944年（昭和19年）8月 - 戦局の悪化により、千葉県市原郡に集団疎開（七か町村・十二寺院）。
- 1945年（昭和20年）
  - 3月10日 - 東京大空襲により、再び校舎が焼失すると共に避難民300名が焼死[3]。
  - 11月 - 岩手県山田町に再々疎開。
- 1946年（昭和21年）3月14日 - 疎開地より帰京（31名）。同日、業平・本横・錦糸・柳島国民学校との合併授業を実施。
- 1947年（昭和22年）
  - 4月1日 - 学制改革により、墨田区立業平小学校と改称。
  - 同年内 - 一学年と二学年で、二部授業実施（柳島小学校内）。PTA発足。
- 1949年（昭和24年）4月1日 - 学区域変更（東駒4と厩4を編入）。
- 1950年（昭和25年）
  - 2月27日 - 校舎復旧（11教室）し、柳島小学校より移転。
  - 3月10日 - 落成式挙行。
- 1951年（昭和26年）
  - 同年内 - 完全給食実施。
  - 2月10日 - 第二期工事完成（9教室）し、二部授業解消。
- 1952年（昭和27年）
  - 3月31日 - 第三期工事完成（6教室）。
  - 4月20日 - 運動場修理完成。
- 1953年（昭和28年）3月1日 - 開校36周年記念式典挙行。同日、図書室完成。
- 1954年（昭和29年）4月 - 第五期工事完成（4教室）。
- 1955年（昭和30年）
  - 1月20日 - 講堂落成式。
  - 4月1日 - 横川小学校復興にともない学区域変更（駒4、厩4横川へ、業平5、向島、押上、請地、太平一丁自は本校へ）。
- 1956年（昭和31年）
  - 2月 - 第六期工事完成（4教室）。
  - 12月 - 図工室完成。
- 1957年（昭和32年）10月 - 第七期工事完成（4教室、理科室、工作室）
- 1958年（昭和33年）
  - 4月1日 - 心障学級開設
  - 5月 - 校内放送設備完備
- 1959年（昭和34年）7月27日 - プール完成
- 1972年（昭和47年）7月15日 - 業平音頭制作（56周年記念行事）
- 1976年（昭和51年）
  - 5月9日 - 校舎改築とりこわし工事開始
  - 9月24日 - プレハブ校舎へ移転
  - 10月 - 業平公園を校庭がわりに使用する
  - 秋頃 - 専売公社グランドを体育授業に借用（四、五、六学年）。
  - 10月7日 - 教室、職員室などのとりこわし。
- 1977年（昭和52年）
  - 1月 - 校舎建設工事開始
  - 3月25日 - 両国公会堂で、昭和51年度卒業式挙行。
  - 12月16日 - 一期工事完了し、新校舎へ移転。
- 1978年（昭和53年）
  - 2月12日 - 疎開先寺院訪問。
  - 2月28日 - 校舎改築61周年を祝う会開催し、栗野自然学園開園。
- 1979年（昭和54年）10月8日 - 新しい校庭にて、第一回運動会開催。
- 1984年（昭和59年）2月22日 - 心障学級設置。
- 1992年（平成4年）9月 - 学校月一回週五日制（第二土曜日休業）。
- 1995年（平成7年）4月1日 - 学校月二回週五日制（第二・四土曜日休業）。
- 1996年（平成8年）11月 - コンピュータ室・準備室完成。
- 2002年（平成14年） - 学校週五日制完全実施。
- 2004年（平成16年） - 普通教室空調設備設置。
- 2007年（平成19年） - 特別教室空調設備設置。開校90周年記念式典挙行。
- 2012年（平成24年） - 開校95周年記念式典挙行。同年から、外壁塗装工事実施。
- 2014年（平成26年） - 東京都オリンピックパラリンピック教育推進校指定
- 2016年（平成28年） - リオ五輪閉会式用人文字撮影。
- 2017年（平成29年） - 開校100周年記念式典挙行。
- 2022年（令和4年） - 開校105周年を迎え、記念キャラクター「なりひらいおん」を制定。

## アクセス
- 京成電鉄押上線押上駅（A2出口）から、徒歩10分。
- 東武鉄道伊勢崎線（スカイツリーライン）
  - 押上駅（B1出口）から、徒歩10分。
  - とうきょうスカイツリー駅（出口1）から、徒歩11分。
- 東京メトロ半蔵門線押上駅（B1出口）から、徒歩10分。
- JR東日本総武本線錦糸町駅から、徒歩15分。
  - なお、錦糸町駅は東京メトロ半蔵門線も乗り入れてるが、押上駅で下車した方が近い。
- また、学校ホームページ内「アクセス」には記載が無いが、都営バス「草24」系統で、「横川橋」停留所からもアクセス可能。

## 著名な出身者

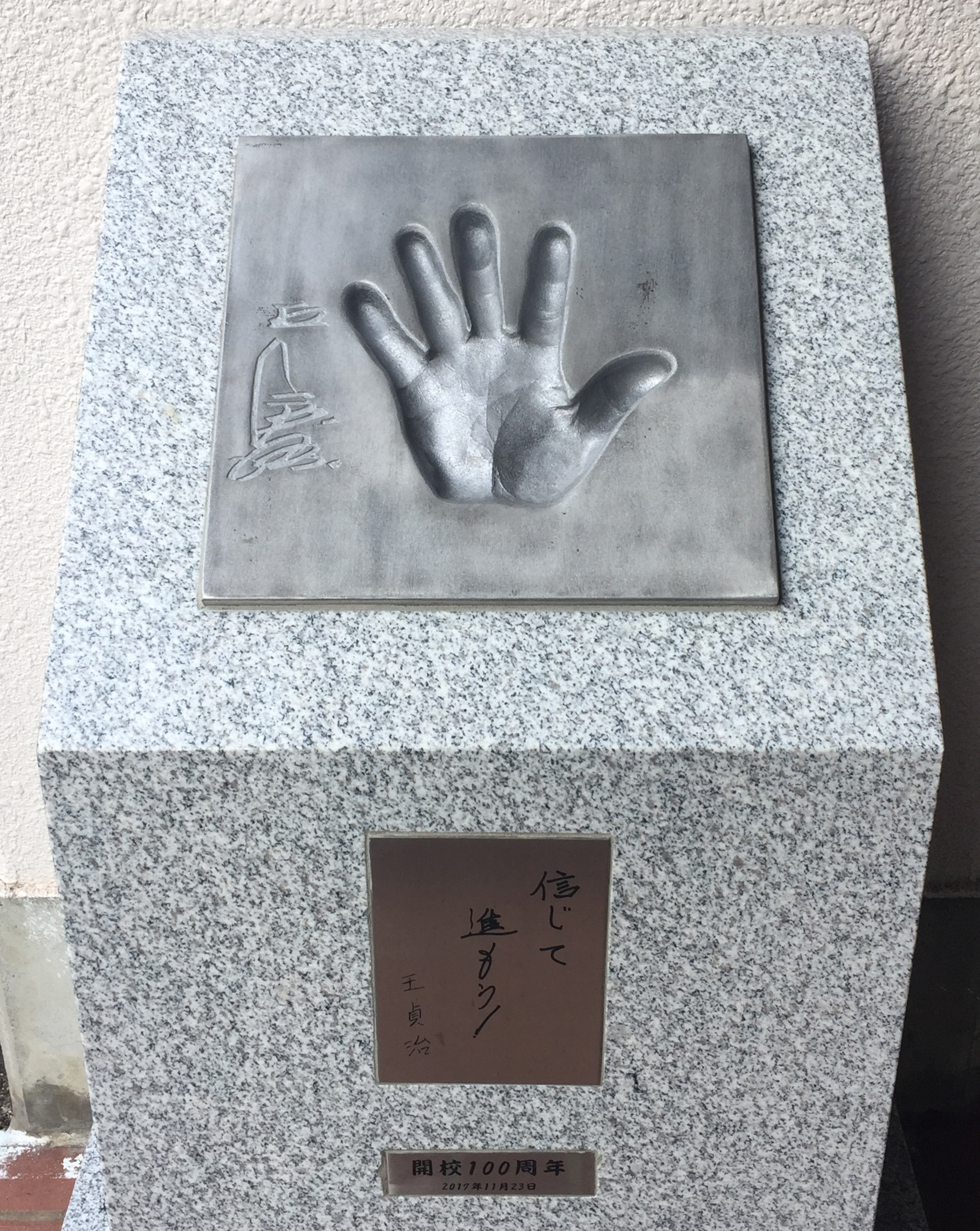
墨田区立業平小学校の校舎正面玄関脇に屋外展示されている、開校100周年モニュメントの「王貞治」のサインと手形。

- 王貞治（元プロ野球選手・現福岡ソフトバンクホークス球団取締役会長） - 校舎正面玄関脇には王の手形モニュメントが設置されている[6]。
- 多田野数人（元プロ野球選手）[7]